# マイネルグロン
マイネルグロン（欧字名:Meiner Grand、2018年6月7日 - ）は、日本の競走馬。主な勝ち鞍は2023年の中山大障害、東京ハイジャンプ、2024年の阪神スプリングジャンプ。高い障害競走能力から怪物と呼ばれる。
馬名の意味は、冠名＋気高い、雄大な（フランス語）。2023年度のJRA賞最優秀障害馬である。

## 経歴

### 2歳 - 4歳（2020年 - 2022年）
2020年9月12日中山芝2000mの2歳新馬戦で丹内祐次を背にデビュー。好位中団でレースを進めるも直線で伸び切れず12着。その後も芝の中距離を中心に使われるも勝ち星を挙げることはできず、2021年10月3日中山芝2200mの3歳上1勝クラスで7着となったのを最後に障害に転向する。明けて4歳となり、障害転向3戦目となった2022年3月5日中山の障害4歳以上未勝利では道中2・3番手追走から2周目3コーナーで先頭に立つと最後は後続に4馬身差をつけ初勝利をマークした。その後、重賞初挑戦となった7月30日の新潟ジャンプステークスでは後方から追い上げるも9着に終わるが、9月3日新潟の障害3歳上オープンは3着、9月24日の清秋ジャンプステークスでは2着とまずまずの成績を残した。

### 5歳（2023年）
2023年に入り、障害の平場オープンを2戦して共に勝利を収めると、半年の休養を挟んで挑んだ10月15日の東京ハイジャンプでは道中3番手追走から直線で抜け出すと、逃げたホッコーメヴィウスに2馬身半差をつけて重賞初制覇を飾るとともに、管理する青木孝文調教師にとっても初の重賞制覇となった。10月20日に次走予定が中山大障害である事が馬主であるラフィアンターフマンクラブから公式サイト上にて発表された。
12月23日、予定通り初のJ・GI挑戦として中山大障害に出走。単勝2.0倍の1番人気に支持された。道中は3番手で運び、抜群の手ごたえで3コーナー手前から早々と先頭に立った。そのまま後続を引き離し、最後は2着ニシノデイジーに10馬身差をつけ圧勝。管理する青木調教師ともども、GI級競走初優勝を飾った。

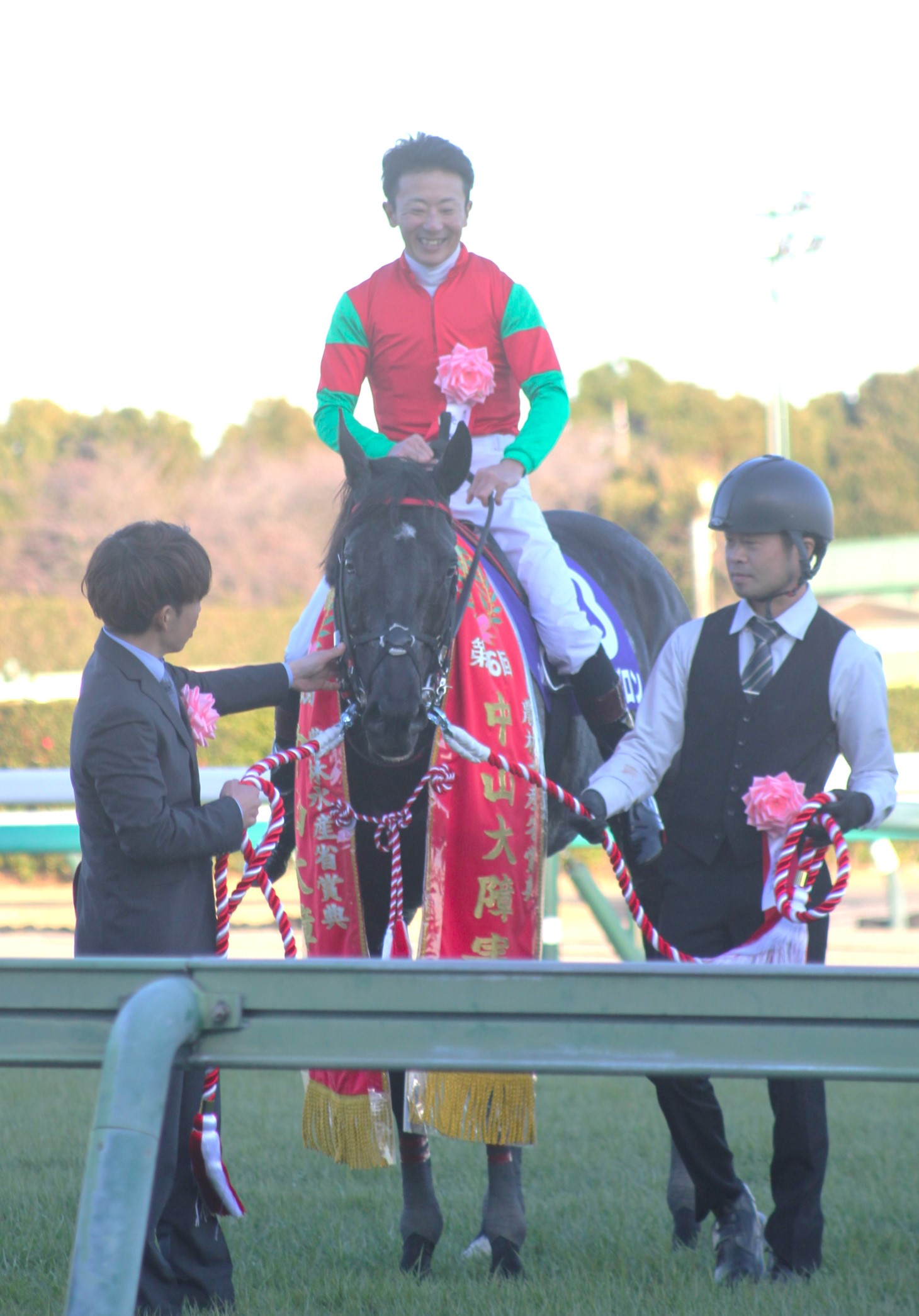
2023年中山大障害

### 6歳（2024年）
6歳初戦は3月9日の阪神スプリングジャンプから始動。2着のエコロデュエルに7馬身差をつける快勝で順調な滑り出しを見せた。4月13日の中山グランドジャンプでは1番人気に支持されたが、大竹柵飛越後から行きっぷりが悪くなり、直線の最終障害を飛越した際に右前肢を傷めて後退し6着に敗れた。ゴール入線後に鞍上の石神深一が下馬し、馬運車で搬送されたが、この時点で右前肢跛行と診断された。その後の診断で右前脚深屈腱炎を発症していたことが判明し、9か月以上の休養を要する見込みと診断され、休養に入った。
しかし、当初の見込みより回復が順調に進み、夏場に騎乗調教を再開して復帰時期を模索してきた。この時点で平地未勝利であることから収得賞金の面で出走可能なレースが限られており、復帰戦に11月3日の福島競馬第7競走・3歳以上1勝クラス（芝2600m）戦で戦列に復帰することとなった。約3年ぶりの平地競走出走となったが13頭立ての12着となり、このレースを叩き台に12月21日の中山大障害へ向かい、連覇を目指すこととなった。
中山大障害ではジューンベロシティに次ぐ2番人気となったが、最終障害の生垣で躓き、鞍上の石神深一が落馬して競走中止となった。馬には異常はなかったが、障害入りからキャリア13戦目で初の競走中止となった。

### 7歳（2025年）
2025年は中山グランドジャンプに出走。1番人気に推されたが最終障害飛越後に急に減速して5着に終わる。前年の同レース同様に鞍上の石神はゴール後に下馬した。レース後、ラフィアンターフマンクラブが公式サイトで「昨年の中山グランドジャンプのレース後と同じような熱中症と診断されたが、競馬場の厩舎まで自ら歩いて帰り、脚元の異常は見つからなかった」と掲載した。
7月31日、次走の東京ハイジャンプに向けて放牧先で調整を進めていたところ、右前脚の裏側に触診痛が生じたためエコー検査を行ったところ損傷率30%弱の浅屈腱炎が判明した。今後は休ませて回復を待ち、復帰を目指すとラフィアン・ターフマンクラブが公式サイトで発表した。

## 競走成績
以下の内容は、JBISサーチ、netkeiba.comに基づく。
| 競走日     | 競馬場 | 競走名          | 格     | 距離 （馬場） | 頭 数 | 枠 番 | 馬 番 | オッズ （人気） | 着順 | タイム （上り3F） | 着差 | 騎手        | 斤量 [kg] | 1着馬（2着馬）         | 馬体重 [kg] |
| ---------- | ------ | --------------- | ------ | ------------- | ----- | ----- | ----- | --------------- | ---- | ----------------- | ---- | ----------- | --------- | ---------------------- | ----------- |
| 2020.09.12 | 中山   | 2歳新馬         |        | 芝2000m（稍） | 15    | 8     | 15    | 022.20（7人）   | 12着 | R2:08.1（37.8）   | -2.1 | 0丹内祐次   | 54        | マーサーアン           | 486         |
| 0000.10.03 | 中山   | 2歳未勝利       |        | 芝2000m（良） | 17    | 5     | 10    | 111.4（13人）   | 03着 | R2:03.2（35.8）   | -0.3 | 0丹内祐次   | 55        | レッドヴェロシティ     | 486         |
| 0000.10.25 | 東京   | 2歳未勝利       |        | 芝2000m（良） | 8     | 5     | 5     | 007.80（4人）   | 06着 | R2:05.3（35.2）   | -1.2 | 0柴田大知   | 55        | ワンデイモア           | 482         |
| 2021.05.01 | 東京   | 3歳未勝利       |        | 芝2000m（良） | 12    | 6     | 7     | 057.90（6人）   | 02着 | R2:00.7（34.7）   | -0.2 | 0柴田大知   | 56        | プレミアエンブレム     | 496         |
| 0000.05.29 | 東京   | 3歳未勝利       |        | 芝2000m（良） | 15    | 7     | 12    | 004.70（2人）   | 07着 | R1:59.6（35.3）   | -0.6 | 0柴田大知   | 56        | ノワールドゥジェ       | 498         |
| 0000.07.03 | 福島   | 3歳未勝利       |        | 芝2000m（良） | 16    | 4     | 8     | 004.90（3人）   | 02着 | R2:03.2（36.0）   | -0.1 | 0柴田大知   | 56        | ウインシュクラン       | 490         |
| 0000.07.18 | 福島   | 3歳未勝利       |        | 芝2000m（良） | 16    | 6     | 11    | 005.30（3人）   | 02着 | R2:01.6（36.2）   | -0.2 | 0柴田大知   | 56        | トロワエスポワール     | 488         |
| 0000.08.07 | 新潟   | 3歳未勝利       |        | 芝2000m（良） | 18    | 6     | 12    | 006.10（3人）   | 04着 | R2:00.2（36.3）   | -0.7 | 0柴田大知   | 56        | ラピスデラビオス       | 490         |
| 0000.08.22 | 新潟   | 3歳未勝利       |        | 芝2000m（稍） | 13    | 4     | 5     | 005.50（4人）   | 04着 | R2:03.1（35.6）   | -0.3 | 0柴田大知   | 56        | スフリエール           | 496         |
| 0000.09.05 | 新潟   | 3歳未勝利       |        | 芝2200m（良） | 18    | 6     | 12    | 015.60（9人）   | 02着 | R2:14.6（36.0）   | -0.3 | 0柴田大知   | 56        | ボーンジーニアス       | 496         |
| 0000.10.03 | 中山   | 3歳上1勝クラス  |        | 芝2200m（稍） | 9     | 5     | 5     | 009.00（4人）   | 07着 | R2:14.3（35.3）   | -1.3 | 0M.デムーロ | 54        | ブレークアップ         | 502         |
| 0000.12.19 | 中山   | 障害3歳上未勝利 |        | 障2880m（良） | 11    | 6     | 6     | 013.70（6人）   | 04着 | R3:18.3（13.8）   | -1.6 | 0大庭和弥   | 58        | テトラルキア           | 516         |
| 2022.01.09 | 中山   | 障害4歳上未勝利 |        | 障2880m（良） | 13    | 7     | 10    | 005.60（3人）   | 02着 | R3:14.0（13.5）   | -0.0 | 0熊沢重文   | 59        | ヤマノグリッターズ     | 522         |
| 0000.03.05 | 中山   | 障害4歳上未勝利 |        | 障2880m（良） | 9     | 8     | 8     | 001.90（1人）   | 01着 | R3:12.6（13.4）   | -0.7 | 0五十嵐雄祐 | 59        | （ポートロイヤル）     | 520         |
| 0000.07.30 | 新潟   | 新潟ジャンプS   | J･GIII | 障3250m（良） | 14    | 2     | 2     | 067.8（11人）   | 09着 | R3:31.7（13.0）   | -3.3 | 0草野太郎   | 60        | ホッコーメヴィウス     | 510         |
| 0000.09.03 | 新潟   | 障害3歳上OP     |        | 障3250m（良） | 12    | 1     | 1     | 010.00（5人）   | 03着 | R3:34.6（13.2）   | -0.1 | 0伴啓太     | 60        | ノーザンクリス         | 508         |
| 0000.09.24 | 中山   | 清秋ジャンプS   | OP     | 障3210m（不） | 14    | 6     | 10    | 007.60（4人）   | 02着 | R3:46.3（14.1）   | -0.6 | 0小野寺祐太 | 60        | ジェミニキング         | 506         |
| 2023.03.25 | 阪神   | 障害4歳上OP     |        | 障3110m（稍） | 13    | 4     | 5     | 005.10（3人）   | 01着 | R3:31.3（13.6）   | -0.0 | 0五十嵐雄祐 | 60        | （アレデラヴァン）     | 520         |
| 0000.04.22 | 福島   | 障害4歳上OP     |        | 障3380m（良） | 14    | 8     | 14    | 002.70（1人）   | 01着 | R3:45.9（13.4）   | -0.8 | 0五十嵐雄祐 | 61        | （マイネルヴァッサー） | 514         |
| 0000.10.15 | 東京   | 東京ハイJ       | J･GII  | 障3110m（重） | 12    | 6     | 7     | 019.50（8人）   | 01着 | R3:32.0（13.6）   | -0.4 | 0石神深一   | 60        | （ホッコーメヴィウス） | 518         |
| 0000.12.23 | 中山   | 中山大障害      | J･GI   | 障4100m（良） | 12    | 3     | 3     | 002.00（1人）   | 01着 | R4:37.9（13.6）   | -1.8 | 0石神深一   | 63        | （ニシノデイジー）     | 516         |
| 2024.03.09 | 阪神   | 阪神スプリングJ | J･GII  | 障3900m（良） | 10    | 4     | 4     | 001.20（1人）   | 01着 | R4:23.9（13.5）   | -1.2 | 0石神深一   | 62        | （エコロデュエル）     | 516         |
| 0000.04.13 | 中山   | 中山グランドJ   | J･GI   | 障4250m（良） | 12    | 4     | 4     | 001.10（1人）   | 06着 | R4:49.3（13.6）   | -2.1 | 0石神深一   | 63        | イロゴトシ             | 514         |
| 0000.11.03 | 福島   | 3歳上1勝クラス  |        | 芝2600m（良） | 14    | 8     | 13    | 004.20（1人）   | 12着 | R2:46.6（37.7）   | -2.5 | 0石神深一   | 58        | ルージュクライト       | 520         |
| 0000.12.21 | 中山   | 中山大障害      | J･GI   | 障4100m（良） | 9     | 1     | 1     | 002.70（2人）   |      | 競走中止          |      | 0石神深一   | 63        | ニシノデイジー         | 522         |
| 2025.04.19 | 中山   | 中山グランドJ   | J･GI   | 障4260m（良） | 12    | 3     | 3     | 003.40（1人）   | 05着 | R4:54.0（13.8）   | -3.5 | 0石神深一   | 63        | エコロデュエル         | 516         |

1. ↑  障害戦は平均1F

- 競走成績は2025年4月19日現在

## 血統表
| マイネルグロンの血統            | マイネルグロンの血統                                        | マイネルグロンの血統            | （血統表の出典）                | （血統表の出典） |
| 父系                            | サンデーサイレンス系/ヘイロー系                             | サンデーサイレンス系/ヘイロー系 | サンデーサイレンス系/ヘイロー系 | [ § 2 ]          |
| 父 ゴールドシップ 芦毛 2009     | 父の父ステイゴールド 黒鹿毛 1994                            | *サンデーサイレンス             | Halo                            | Halo             |
| 父 ゴールドシップ 芦毛 2009     | 父の父ステイゴールド 黒鹿毛 1994                            | *サンデーサイレンス             | Wishing Well                    |                  |
| 父 ゴールドシップ 芦毛 2009     | 父の父ステイゴールド 黒鹿毛 1994                            | ゴールデンサッシュ              | *ディクタス                     | *ディクタス      |
| 父 ゴールドシップ 芦毛 2009     | 父の父ステイゴールド 黒鹿毛 1994                            | ゴールデンサッシュ              | ダイナサッシュ                  |                  |
| 父 ゴールドシップ 芦毛 2009     | 父の母ポイントフラッグ 芦毛 1998                            | メジロマックイーン              | メジロティターン                | メジロティターン |
| 父 ゴールドシップ 芦毛 2009     | 父の母ポイントフラッグ 芦毛 1998                            | メジロマックイーン              | メジロオーロラ                  |                  |
| 父 ゴールドシップ 芦毛 2009     | 父の母ポイントフラッグ 芦毛 1998                            | パストラリズム                  | *プルラリズム                   | *プルラリズム    |
| 父 ゴールドシップ 芦毛 2009     | 父の母ポイントフラッグ 芦毛 1998                            | パストラリズム                  | トクノエイティー                |                  |
| 母 マイネヌーヴェル 黒鹿毛 2000 | 母の父*ブライアンズタイム Brian's Time アメリカ 黒鹿毛 1985 | Roberto                         | Hail to Reason                  | Hail to Reason   |
| 母 マイネヌーヴェル 黒鹿毛 2000 | 母の父*ブライアンズタイム Brian's Time アメリカ 黒鹿毛 1985 | Roberto                         | Bramalea                        |                  |
| 母 マイネヌーヴェル 黒鹿毛 2000 | 母の父*ブライアンズタイム Brian's Time アメリカ 黒鹿毛 1985 | Kelley's Day                    | Graustark                       | Graustark        |
| 母 マイネヌーヴェル 黒鹿毛 2000 | 母の父*ブライアンズタイム Brian's Time アメリカ 黒鹿毛 1985 | Kelley's Day                    | Golden Trail                    |                  |
| 母 マイネヌーヴェル 黒鹿毛 2000 | 母の母マイネプリテンダー 黒鹿毛 1995                        | Zabeel                          | Sir Tristram                    | Sir Tristram     |
| 母 マイネヌーヴェル 黒鹿毛 2000 | 母の母マイネプリテンダー 黒鹿毛 1995                        | Zabeel                          | Lady Giselle                    |                  |
| 母 マイネヌーヴェル 黒鹿毛 2000 | 母の母マイネプリテンダー 黒鹿毛 1995                        | Giladah                         | Mill Reef                       | Mill Reef        |
| 母 マイネヌーヴェル 黒鹿毛 2000 | 母の母マイネプリテンダー 黒鹿毛 1995                        | Giladah                         | Nouvelle Star                   |                  |
| 母系(F-No.)                     | (FN:6-b)                                                    | (FN:6-b)                        | (FN:6-b)                        | [ § 3 ]          |
| 5代内の近親交配                 | Hail to Reason 5x4                                          | Hail to Reason 5x4              | Hail to Reason 5x4              | [ § 4 ]          |
| 出典                            | 1. 2. 3. 4.                                                 | 1. 2. 3. 4.                     | 1. 2. 3. 4.                     | 1. 2. 3. 4.      |

- 母マイネヌーヴェルはフラワーカップの勝ち馬。叔父に中山グランドジャンプ勝ち馬のマイネルネオス、シリウスステークス勝ち馬のマイネルアワグラス、京成杯・弥生賞勝ち馬のマイネルチャールズがいる。
- 半姉マイネテレジアの産駒に2021年の優駿牝馬を制したユーバーレーベンと、2021年の新潟記念を制したマイネルファンロン、2025年の日経賞を制したマイネルエンペラーがいる。